# Aristide Hignard

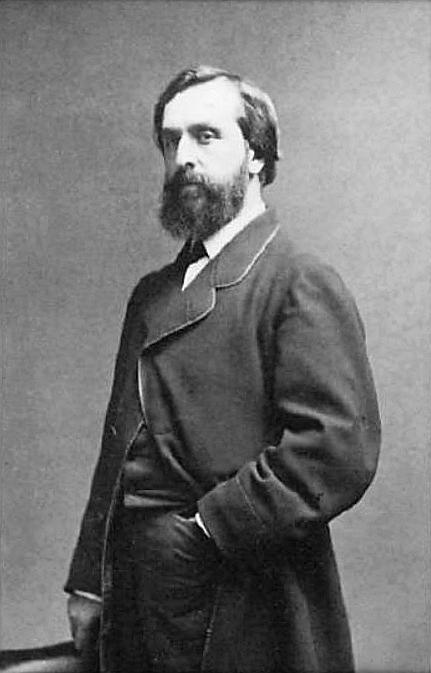
Aristide Hignard

Jean Louis Aristide Hignard (* 20. Mai 1822 in Nantes; † 20. März 1898 in Vernon) war ein französischer Komponist.

## Leben und Wirken
Aristide Hignard, der Sohn eines Reeders, studierte am Pariser Konservatorium bei Fromental Halévy und gewann mit der Kantate Emma et Eginhard 1850 den Zweiten Second Grand Prix de Rome. 1851 erschien seine erste komische Oper Le Visionnaire.
Während der 1850er Jahre komponierte Hignard vier komische Opern, zu denen sein Jugendfreund Jules Verne die Libretti lieferte. 1861 wurde die Operette Les Musiciens de l'orchestre aufgeführt, die Hignard gemeinsam mit Léo Delibes und  Jules Erlanger (und vermutlich auch Jacques Offenbach) komponiert hatte.
Lange Zeit arbeitete Hignard an seinem Hauptwerk, der fünfaktigen Oper Hamlet nach einem Libretto von Pierre de Garal. Sie wurde 1868 mit großem Erfolg uraufgeführt. Außerdem komponierte er eine Reihe von Liedern (teils nach Texten Vernes) sowie Walzer und Melodien für das Klavier.

## Werke
- Emma et Eginhard, Kantate, 1850
- La mille et deuxième nuit, Opéra-comique, Libretto von Jules Verne, die Partitur ist verschollen, 1850
- Le visionnaire, Opéra-comique, 1851
- Le colin-maillard, Opéra-comique, Libretto von Jules Verne und Michel Carré, UA 1853
- Les compagnons de la Marjolaine, Opéra-comique, Libretto von Jules Verne und Michel Carré, UA 1855
- Monsieur de Chimpanzé, Opéra-comique, Libretto von Jules Verne und Michel Carré, UA 1858
- L’auberge des Ardennes, Opéra-comique, Libretto von Jules Verne und Michel Carré, UA 1860
- Le nouveau Pourceaugnac, Opéra-comique, UA 1860
- Les musiciens de l'orchestre, Opéra-comique, UA 1861
- Hamlet, Oper in fünf Akten, Libretto von Pierre de Garal, UA 1868
- Valses concertantes und Valses romantiques für Klavier zu vier Händen